# Opportunitätskosten
Opportunitätskosten (englisch opportunity costs) sind in der Betriebswirtschaftslehre und Makroökonomie keine echten Kosten im Sinne der Kostenrechnung, sondern stellen entgangenen Gewinn oder entgangenen Nutzen dar, der bei der Entscheidung für eine von mehreren Alternativen im Vergleich zur besten Alternative ganz ausbleibt oder nur gemindert entsteht. Gegensatz sind die Opportunitätserlöse.
Opportunitätskosten von Unternehmen müssen entsprechend dem Unternehmensziel definiert werden. Bei dem Ziel der Gewinnmaximierung stellen sie entgangenen Gewinn, bei Umsatzmaximierung entgangenen Umsatzerlös dar. Verzeichnet ein Privathaushalt Opportunitätskosten, müssen sie den persönlichen Zielen, beim Staat den Staatszielen entsprechen.

## Geschichte
Der Begriff der „opportunity costs“ wurde bereits 1894 eingeführt als verlorener Zahlungseingang durch die Verwendung eines Produktionsfaktors für einen anderen Zweck.

## Merkmale in der Betriebswirtschaftslehre
Die Merkmale der Opportunitätskosten ergeben sich aus einer Vielzahl von Definitionsversuchen. Hans Münstermann zufolge entsprechen die Opportunitätskosten der entgangenen Zielerfüllung. Erich Preiser verstand 1963 unter Opportunitätskosten „Kosten im Sinne des anderweitig entgehenden Nutzens, alternative Kosten“. Opportunitätskosten stellen für Unternehmen denjenigen Betrag dar, der ihnen dadurch entgeht, dass sie einen knappen Produktionsfaktor nicht mehr anderweitig verwenden können. Opportunitätskosten sind der Nutzenentgang bzw. die Gewinneinbuße, die sich – bei Kenntnis der optimalen Entscheidung – aufgrund einer nicht durchgeführten besten bzw. nicht durchführbaren besseren Entscheidungsalternative ergeben. Auch andere Autoren haben die Definitionen bereichert. Allen gemeinsam ist, dass ganz oder teilweise entgangene Erträge, Gewinne oder Nutzen durch Opportunitätskosten abgebildet werden sollen, die dadurch entgangen sind, dass nicht die optimale Entscheidungsalternative gewählt worden ist.

## Arten
Ihrer Art nach werden Opportunitätskosten – in Anlehnung an den Produktionsprozess – in input- und outputbezogene Opportunitätskosten unterschieden.

### Inputbezogene Opportunitätskosten
Inputbezogene Opportunitätskosten ergeben sich, indem der Deckungsbeitrag des produzierten Gutes auf den Inputfaktor (Arbeitsstunden, Stück, Tonnen etc.) relativiert wird (relativer Deckungsbeitrag). Zur Beurteilung der Opportunitätskosten müssen Deckungsbeiträge nicht unbedingt herangezogen werden. Sie können auch durch eine relative Betrachtung bezüglich entgangener Kundenakquise, entgangener Marktanteile oder entgangener Umsätze beurteilt werden. Im Allgemeinen hat sich jedoch die Bewertung bezüglich entgangener Stückdeckungsbeiträge durchgesetzt, da diese einfacher verglichen werden können.

### Outputbezogene Opportunitätskosten
Outputbezogene Opportunitätskosten sind „Kosten“ (entgangene Deckungsbeiträge) einer Alternative, die nicht auf den Input, sondern auf den Output des Produktionsprozesses bezogen werden. Man unterscheidet hierbei zwischen Alternativkosten (Opportunitätskosten in Abweichung von der nächstbesten Alternative) und Optimalkosten (Abweichung der gewählten Alternative von der optimalen Verwendung).
Alternativkosten können dazu verwendet werden, verschiedene Produktionsprogramme eines Unternehmens miteinander zu vergleichen. Optimalkosten hingegen bewerten eine Alternative nur im Vergleich zum optimalen Produktionsprogramm. Allerdings kann das Konzept der Opportunitätskosten meistens nur dafür verwendet werden, Alternativen zu bewerten, nachdem Entscheidungen bereits getroffen wurden. Sie lassen also lediglich eine Ex-post-Analyse zu.

## Volkswirtschaftslehre
Ist die volkswirtschaftliche Leistungsfähigkeit wegen der Kapazitätsgrenze erreicht, so kann eine Volkswirtschaft von einer Gütergruppe nur dann mehr produzieren, wenn sie auf eine bestimmte Menge anderer Güter verzichtet. Dieses Verhältnis der Gütereinbuße des Gutes {\displaystyle A} zu Gunsten der Gütervermehrung beim Gut {\displaystyle B} als Folge der anderen Verwendung der Produktionsfaktoren nennt man Opportunitätskosten {\displaystyle O_{k}}:
{\displaystyle O_{k}={\frac {\text{Verringerung Menge Gut A}}{\text{Erhöhung Menge Gut B}}}}.
Das Gesetz der zunehmenden Opportunitätskosten besagt, dass bei fortgesetzter Ausdehnung der Produktion eines Gutes um eine infinitesimal kleine Einheit immer mehr Einheiten der alternativen Güter aufgegeben werden müssen.
Soll beispielsweise bei Vollbeschäftigung mehr Kleidung als Nahrung hergestellt werden, müssen umso mehr Arbeitskräfte und Maschinen aus der Nahrungsmittelindustrie abgezogen werden, wobei die Qualifikation von Personal und die Eignung von Sachkapital einen Engpass darstellen kann.

## Beispiele
Opportunitätskosten gibt es in der Betriebswirtschafts- und Volkswirtschaftslehre:
- Betriebswirtschaftslehre:
  - Wird bei einer Erweiterungsinvestition aus Geldmangel eine günstigere Investitionsalternative gewählt, so ist der entgangene Gewinn der besseren Alternative als Opportunitätskosten anzusehen.
  - Bringt der Unternehmer Eigenkapital in sein Unternehmen ein, so sind die entgangenen Kapitalerträge einer alternativen Geldanlage als Opportunitätskosten anzusetzen.
- Volkswirtschaftslehre:
  - Der komparative Kostenvorteil besteht im Rahmen der volkswirtschaftlichen Theorie, wenn ein Staat oder eine Region fähig ist, ein bestimmtes Gut zu geringeren Alternativkosten (beispielsweise Arbeitskosten, Steuern) zu produzieren als andere Staaten oder Regionen (Niedriglohnländer oder Niedrigsteuerländer).
  - Die Opportunitätskosten staatlicher „Einsparpolitik“ summieren sich aus den verschenkten Chancen, kurzfristig die Konjunktur und mittelfristig die ökonomischen Wachstumspotentiale zu stärken;[12] mögliche Steuereinnahmen werden auf diese Weise verschenkt.[13]

Bei Privathaushalten gibt es unter anderem Opportunitätskosten, wenn die Arbeitszeit beispielsweise wegen Teilzeitarbeit verringert wird, wodurch sich die Freizeit zwar erhöht, aber das Arbeitsentgelt sinkt. Die Einkommensminderung ist als Opportunitätskosten anzusehen. Wird umgekehrt die Arbeitszeit erhöht, ergibt sich aus dem geringeren Freizeitwert ein Nutzenentgang. Opportunitätskosten sind aus Sicht des Arbeitnehmers der Disnutzen des Arbeitsleids.

## Wirtschaftliche Aspekte
In der Volkswirtschaftslehre spielen Opportunitätskosten vor allem bei auftretenden Kostenvorteilen eine zentrale Rolle. Diese sind bei der Faktorallokation im Rahmen einer gegebenen Produktionsstruktur zu berücksichtigen, wenn ein kostenungünstigeres Gut durch ein kostengünstigeres Substitutionsgut ersetzt werden soll.
Beispiele
- Konzept der Transformationskurve,
- beim entgangenen Nutzen,
- als Summe aus expliziten Kosten (= absolute, tatsächliche Kosten) und impliziten Kosten (= theoretisch mögliche Einnahmen, die bei der Ausführung einer anderen denkbaren Sache, in der gleichen Zeit erwirtschaftet werden könnten).

Opportunitätskosten fallen in der Betriebswirtschaftslehre nicht lediglich bei eigenen Entscheidungen an, sondern auch, wenn Dritte auf eine Investition oder einen Vertrag unerwartet einwirken (Vertragspartner durch Kündigung, der Staat etwa bei der Stilllegung von Betrieben) und Vertragsstrafen oder Entschädigungen niedriger sind als die ursprünglich erwarteten Gewinne. Opportunitätskosten gehören zu den Zusatzkosten, weil ihnen kein Aufwand zugrunde liegt. Sie sind damit kalkulatorische Kosten (kalkulatorische Abschreibungen, kalkulatorische Eigenkapitalverzinsung, kalkulatorische Mieten und Pachten, kalkulatorischer Unternehmerlohn, kalkulatorische Wagnisse) und fallen lediglich bei knappen Produktionsfaktoren an, bei nicht knappen sind sie stets gleich Null. Wegen ihrer schwierigen Ermittlung kommt ihnen mehr theoretische als praktische Bedeutung zu.
Eine Entscheidung ist im Umkehrschluss optimal, wenn die Opportunitätskosten nicht gewählter Alternativen geringer sind als der Gewinn oder Nutzen aus der gewählten Alternative.
Beispiele
- Entscheidung über Zusatzaufträge,
- Ermittlung des optimalen Produktionsprogramms,
- opportunitätskostenorientierte Marktpreise,
- in der Investitionsrechnung derjenige Zinssatz, der mit einer vergleichbaren Alternativinvestition erzielt werden könnte (englisch opportunity cost of capital).

In der Sozial- und Familienpolitik spielen Opportunitätskosten eine Rolle im Sinne eines Ausfalls an Erwerbseinkommen und beruflicher Karriereentwicklung des Individuums aufgrund von Haus- und Familienarbeit, insbesondere der Kindererziehung. So nennt das Familienministerium (BMFSFJ) als Opportunitätskosten der Kindererziehung den Verlust von Erwerbseinkommen, den Verlust von rentenrechtlichen Ansprüchen und ein erhöhtes Beschäftigungsrisiko. Eine berufliche Auszeit, die sich über viele Monate oder Jahre erstreckt, bringt zudem eine Dequalifikation mit sich.